# Zlatno (Zlaté Moravce)
Zlatno ist eine kleine Gemeinde in der West-Mitte der Slowakei mit 200 Einwohnern (Stand 31. Dezember 2024), die zum Okres Zlaté Moravce, einem Kreis des Nitriansky kraj gehört.

## Geographie

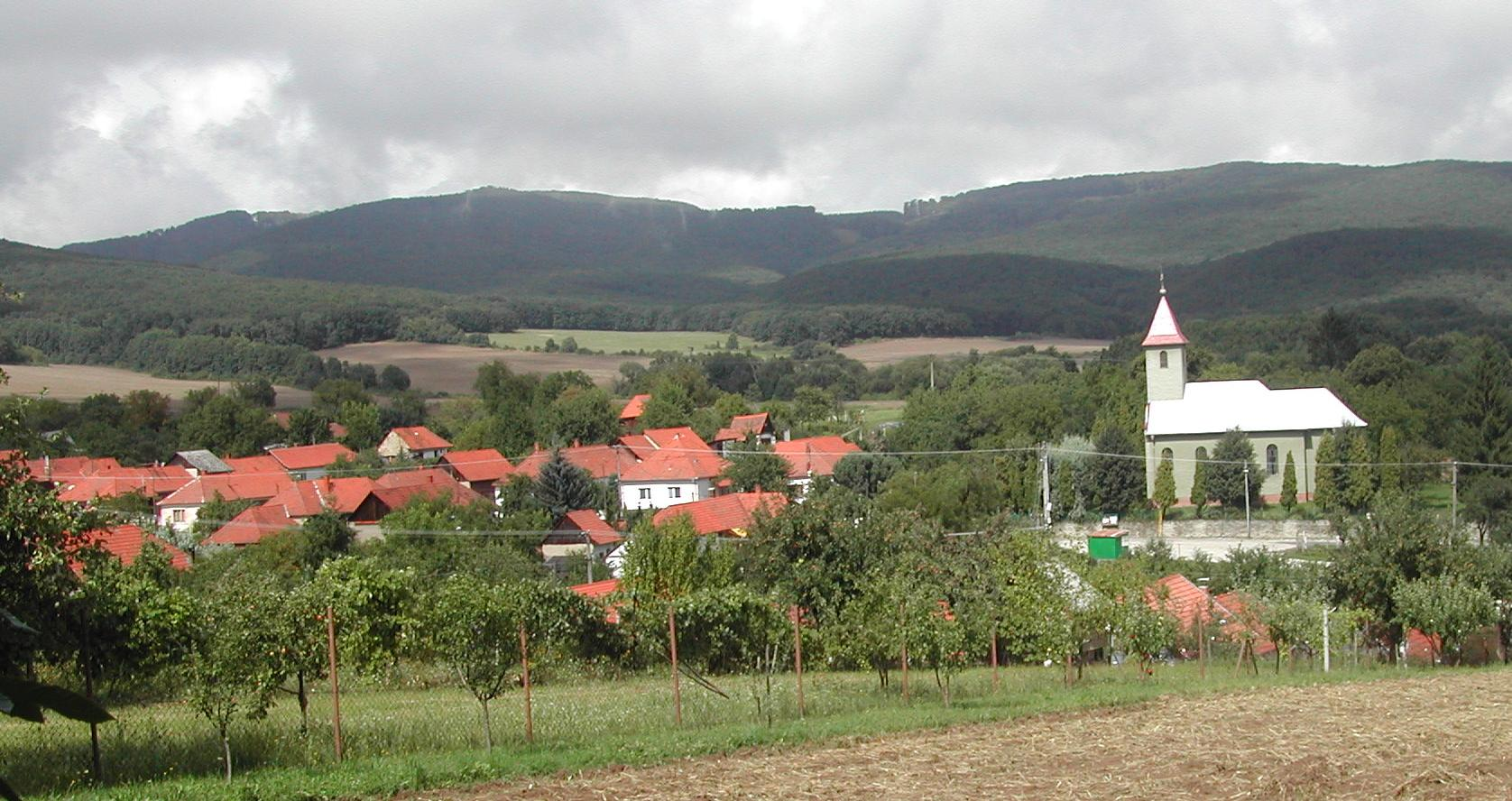
Blick auf das Dorf Zlatno

Die Gemeinde ist von drei Seiten durch das Tribetzgebirge (slow. Tribeč) umschlossen, nur nach Süden eröffnet sich das Blick auf das Donauhügelland. Durch den Ort fließt der Bach Stráňka. Das Ortszentrum liegt auf einer Höhe von 327 m n.m. und ist 13 Kilometer von Zlaté Moravce gelegen.

## Geschichte
Das Dorf wurde zum ersten Mal 1156 als Zaltine schriftlich erwähnt und erhielt seinen Namen nach einer mittelalterlichen Goldwäsche. Es gehörte zu den Herrschaftsgütern von Gýmeš, Topoľčianky, dem Paulinerorden von Lefantovce sowie dem Geschlecht Jesenský. Wie vorher bleibt es bis heute ein landwirtschaftlich geprägter Ort. Die Einwohner nahmen am Slowakischen Nationalaufstand im Jahre 1944 aktiv teil; zu Ende des Jahres stürzten zwei sowjetische Flugzeuge Typs Lissunow Li-2 ab und nahmen 22 Menschen das Leben.

## Bevölkerung
| Jahr                | 1994 | 2004     | 2014     | 2024     |
| ------------------- | ---- | -------- | -------- | -------- |
| Anzahl der Personen | 289  | 254      | 225      | 200      |
| Unterschied         |      | −12,11 % | −11,41 % | −11,11 % |

| Jahr                | 2023 | 2024    |
| ------------------- | ---- | ------- |
| Anzahl der Personen | 190  | 200     |
| Unterschied         |      | +5,26 % |

Ergebnisse nach der Volkszählung 2001 (257 Einwohner):
| Nach Ethnie: - 99,22 % Slowaken | Nach Konfession: - 95,72 % römisch-katholisch - 2,72 % keine Angabe |

## Bekannte Einwohner
- Emil Benčík (* 1933), Schriftsteller